# Le Temps des loups
Pour les articles homonymes, voir Le Temps des loups (homonymie).
Pour plus de détails, voir Fiche technique et Distribution.
Le Temps des loups (titre italien : Tempo di violenza) est un film franco-italien réalisé par Sergio Gobbi en 1969, sorti en 1970.

## Synopsis
Amis d'enfance, le sanglant Robert (Robert Hossein) qui se fait appeler Dillinger en référence au truand américain des années 30 qu'il imite dans ses casses, et Kramer (Charles Aznavour) devenu chef de la brigade anti-gang s'affrontent. Après un dernier casse à Paris, " Dillinger " part se reposer sur la côte d'Azur avec son équipe et rencontre une femme qui lui sera fatale (Virna Lisi).

## Fiche technique
- Titre : Le Temps des loups
- Titre italien : Tempo di violenza
- Réalisation : Sergio Gobbi
- Scénario : Sergio Gobbi
- Adaptation : Sergio Gobbi, André Tabet et Georges Tabet
- Dialogues : André Tabet et Georges Tabet
- Photographie : Daniel Diot
- Musique : Georges Garvarentz
- Son : Lucien Yvonnet
- Décors : Guy Maugin
- Montage : Gabriel Rongier
- Assistant réalisateur : Patrick Jamain et Jacques-René Saurel
- Cascades voitures réglées par : Pierre Rosso
- Bagarres réglées par : Yvan Chiffre
- Pays de production :  France;  Italie
- Lieu de tournage : École du Centre - Neuilly-Plaisance
- Genre : Policier et drame
- Durée : 105 minutes
- Date de sortie : 
  - France : 21 janvier 1970

## Distribution
- Robert Hossein : Robert dit Dillinger
- Charles Aznavour : Kramer
- Virna Lisi : Stella
- Marcel Bozzuffi :Marco
- Madeleine Sologne : la mère de Robert
- Albert Minski : Albert
- Geneviève Thénier :  Geneviève
- Monique Morisi : Janine
- Henri Crémieux : le proviseur
- Roger Coggio : l'aubergiste
- Antonio Passalia : Lucien
- Fred Ulysse : Jean
- Félix Marten : le patron du cabaret
- Robert Dalban : le garagiste
- Jacques Castelot : le juge d'instruction
- Guy Marly : le directeur du cercle de jeux
- Jean Franval : l'employé de la S.N.C.F.
- Guy Di Rigo : un tueur
- Lionel Vitrant : un tueur
- Yvan Chiffre : l'homme de main du receleur (non crédité)
- Albert Dagnant : le receleur (non crédité)
- Jack Léonard : le père de l'enfant à la gare (non crédité)
- Gaston Meunier : un joueur (non crédité)
- Tony Roedel : un joueur (non crédité)
- Gilbert Servien : un avocat (non crédité)
- Sergio Gobbi : un journaliste (non crédité)
- Kostia Milhakiev : un journaliste (non crédité)
- François Cadet
- Georges Berthomieu
- André Rouyer
- Pierre Alain
- Philippe Chauveau